# Johann Siegmund von Riesch
Graf Johann Siegmund von Riesch (* 2. August 1750 in Wien; † 2. November 1821 in Neschwitz) war k. k. General der Kavallerie und Ritter des Maria-Theresia-Ordens. Er war Begründer der gräflichen Linie.

## Herkunft
Die Familie Riesch soll ein altes Zürcher Patriziergeschlecht sein, das sich später nach Kursachsen wendete und dort zu hohen Würden und Ämtern kam. Seine Eltern waren der k. k. Rat und kursächsische geheime Rat Freiherr Wolfgang von Riesch (* 15. Januar 1712; † 8. Juli 1776) und dessen Ehefrau Helena d’Orville von Löwenclau (* 5. September 1724; † 1803). Sein Bruder Isaak Wolfgang (* 2. März 1749; † 25. März 1810) wurde kursächsischer geheimer Rat und am 18. Juni 1792 in den Grafenstand erhoben.

## Leben
Johann Sigmund erhielt eine sorgfältige Erziehung und ging dann in kursächsische Kriegsdienste. Aber 1773 wechselte er als Oberlieutenant  in das 1. k. k. Chevauxlegers-Regiment. Im bayrischen Erbfolgekrieg kämpfte er bereits als Rittmeister. Anschließend kämpfte er von 1788 bis 1790 im 8. Türkenkrieg und wurde in der Zeit zum Oberst im 5. Kürassier-Regiment (Herzog von Nassau) befördert.
Während des Türkenkrieges konnte er sich auszeichnen, am 18. Oktober 1788 bei Bohatsch im Banat: eine große Zahl Spahis hatte die Linien durchbrochen, Riesch gelang es sie mit seinen Küassieren, den Angreifer mit Verlust zurückzuschlagen. Nach dem Krieg kam er zurück in die Niederlande und nahm am Ersten Koalitionskrieg teil. Am 18. März 1793 konnte er durch einen glänzenden Reiterangriff das Gefecht für bei Tirlemont für die Österreicher entscheiden. Dafür wurde er im Mai in den österreichischen Grafenstand erhoben. Am 3. Juli 1793 mit Rang vom 23. September 1791 wurde er zum Generalmajor befördert. Er wurde bei Maubeuge eingeschlossen aber am 21. Mai 1794 konnte er die französischen Linien mit dem Dragonerregiment Kinsky durchbrechen. Anschließend wurde er am 4. März 1796 mit Rang vom 10. Januar 1796 zum Feldmarschalleutnant befördert. Als  am 18. April 1797  das Korps Kray bei Bierbach geschlagen wurde und flüchtete, gelang es dem FML Riesch dennoch, den Rückzug so zu gestalten und dabei Truppen, Gepäck, Munition, Laufbrücken und Geschütz, wie die starke Reserve-Artillerie zu retten. Der Erzherzog Karl schlug ihn dafür vergeblich für den Maria-Theresia-Orden vor. Am 23. Mai 1799 in der Schlacht bei Stockach entwickelte er den Angriffsplan. Die Kürassier-Regimenter Nassau und Mack griffen abends die französische Kavallerie unter General Hautpoult an und trieben diese bis Liptingen zurück. Dazu machte die Division 11 Offiziere und 200 Mann zu Gefangenen. Nach dem Ende des Krieges im Jahr 1801 erhielt er dafür den Maria-Theresia-Orden.
Im Dritten Koalitionskrieg stand er bei der kaiserlichen Armee in Deutschland, kämpfte bei Elchingen, konnte die Katastrophe bei Ulm aber nicht verhindern.
Am 6. September 1808 wurde er zum General der Kavallerie befördert und erhielt das Generalkommando in Böhmen. Dort befehligte er die Reserve-Armee mit ca. 60.000 Mann Landwehr. Im September 1810 trat er in den Ruhestand und zog sich auf das Gut Neschwitz zurück.
Von seinem Bruder er den Familien-Fideikommiss aus den Gütern Neschwitz, Holscha, Milkwitz, Uebigau. 1820 kaufte er noch das Rittergut Schmochtitz.

## Familie
Riesch heiratete 1792 die Gräfin Theresia Josephine von Koháry (* 26. Juni 1767; † 18. Juli 1803). Das Paar hatte folgende Kinder:
- Franz Joseph Sigmund (* 1. Januar 1793; † 11. März 1833), Kämmerer ⚭ 1818 Gräfin Marie von Klenau, Freiin von Jannowitz (* 17. Dezember 1800; † 21. März 1870)[2], Tochter von Johann von Klenau
- Marie (* 28. April 1796) ⚭ 31. Mai 1824 den Grafen Franz von Renaud-Peralta (* 29. Mai 1787)[3], begründete die kurzlebigen Linie Peralta-Renaud-Riesch[4]

Nach dem Tod seiner ersten Frau heiratete er 1812 Amalie von Schönberg (* 2. März 1791; † 19. Mai 1866) aus dem Hause Luga. Deren Sohn war Johann Wolfgang Sigismund (* 21. Februar 1815), Herr auf Schmochitz.